# Église Saint-Martin d'Angers
Pour les articles homonymes, voir collégiale Saint-Martin.
La collégiale Saint-Martin d'Angers est une ancienne collégiale située dans le centre historique d'Angers, est l'un des monuments carolingiens les mieux conservés de France et un témoignage de quinze siècles d'évolution architecturale. Son chœur est notamment un très bel exemple du style gothique angevin.

## Fondation et premières églises

Plan de la collégiale.

Les fouilles archéologiques menées au XXe siècle par le chanoine Pinier, puis par G. H. Forsyth et plus récemment par les archéologues départementaux, ont permis de retrouver les fondations des premières églises, datées respectivement des Ve, VIe et VIIe siècles. Le premier édifice, probablement élevé pour accueillir la sépulture d'un évêque de la ville, a en effet rapidement été agrandi aux siècles suivants.
La troisième église est plus ambitieuse que les précédentes. Allongée de plusieurs mètres, elle présente un plan cruciforme grâce à son transept débordant, dont chaque bras se prolonge par une abside. Les archéologues attribuent cette reconstruction à l’évêque Loup, décédé dans le dernier tiers du VIIe siècle.

Quelques éléments de la troisième église
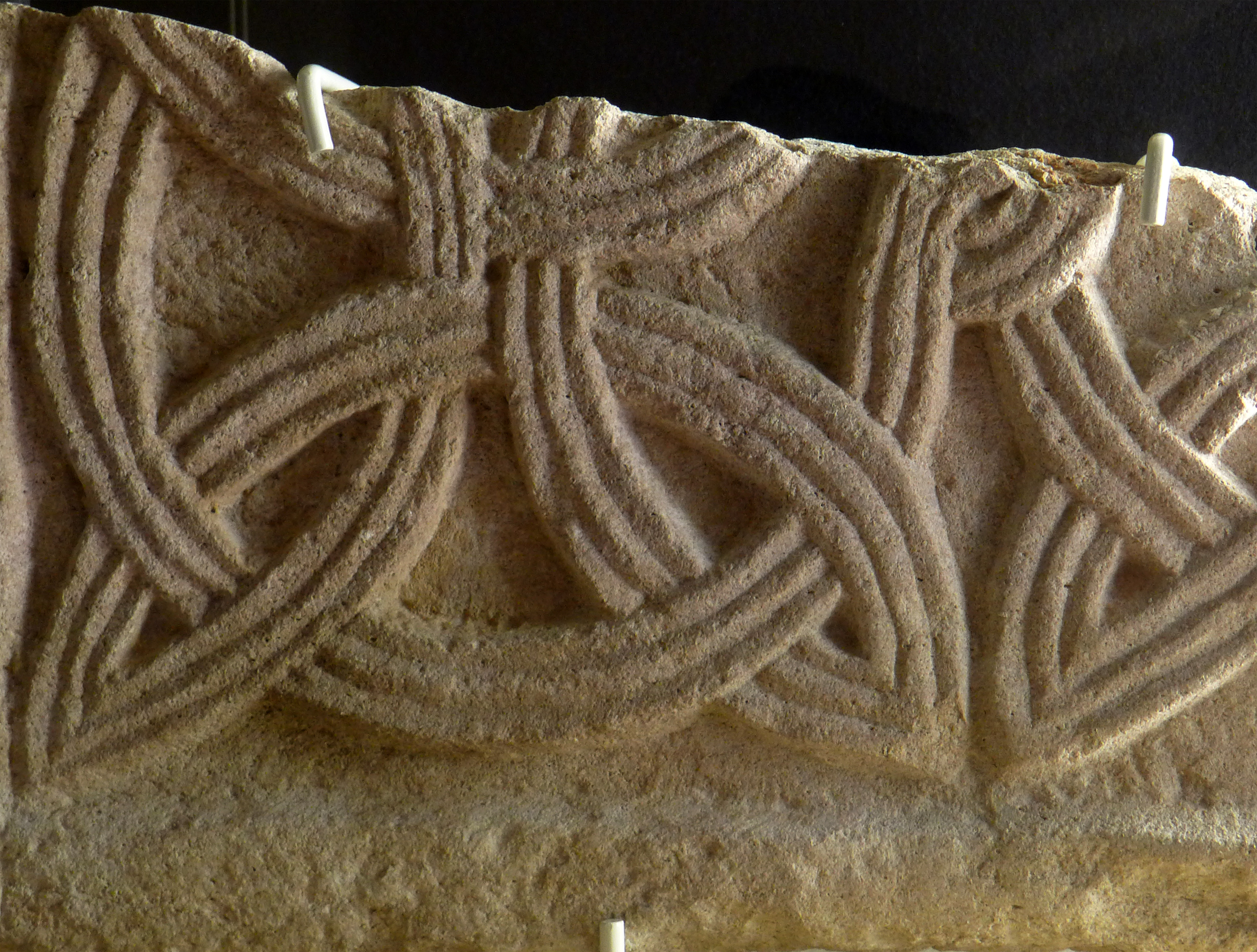
Fragment de plaque de chancel.
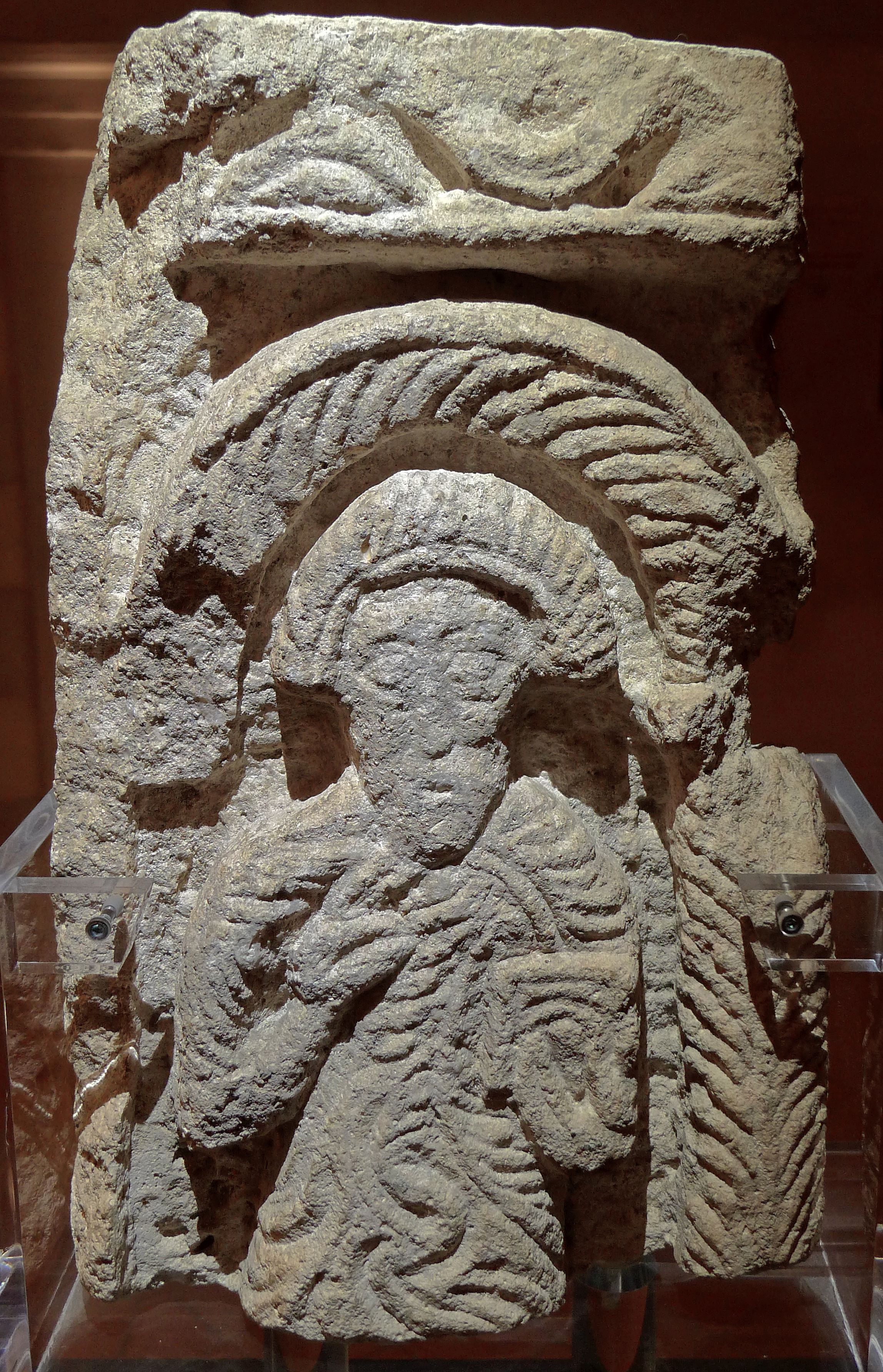
Décor devant l'autel.
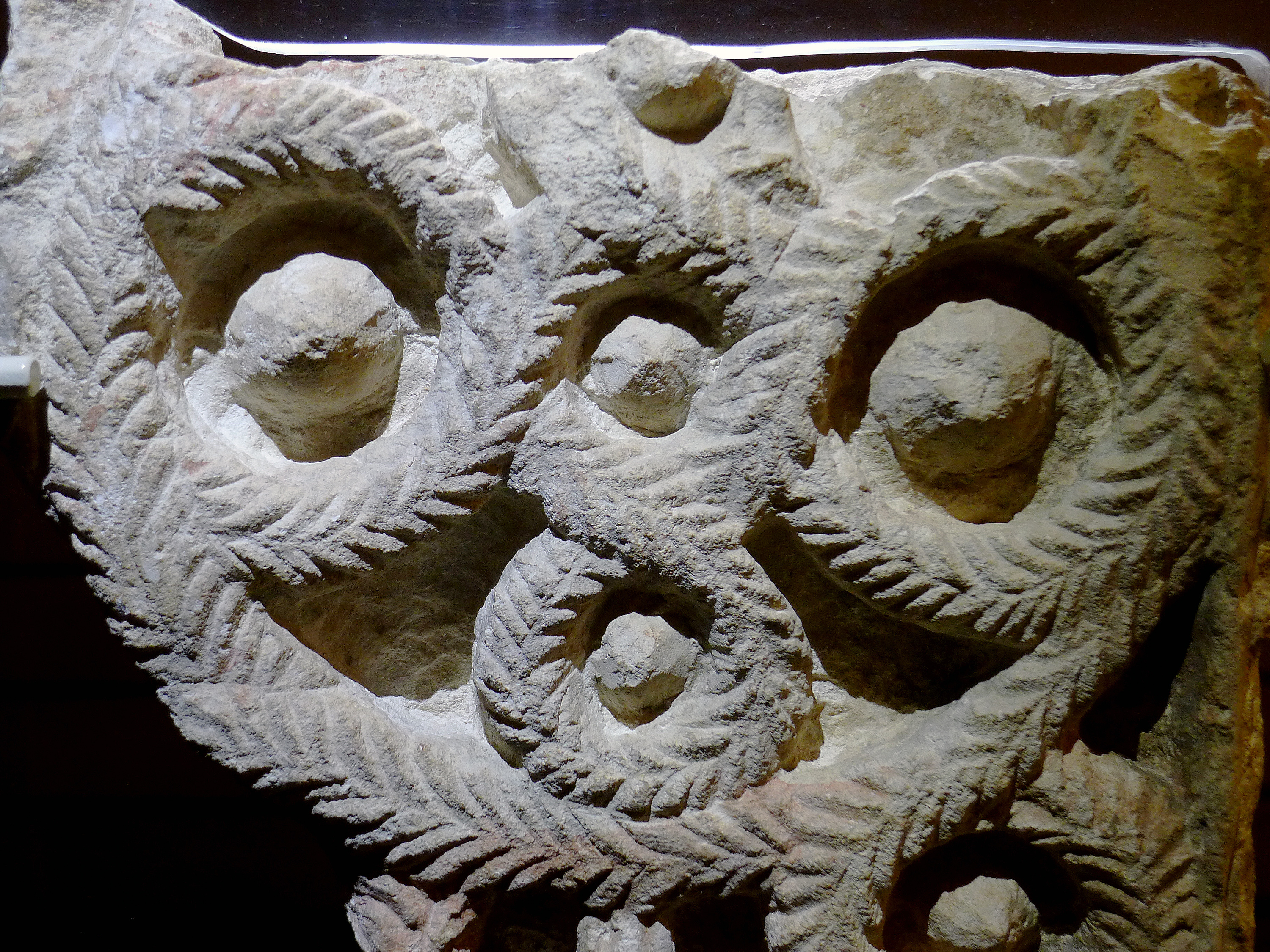
Fragment de décoration.

La crypte dévoile les vestiges des premiers édifices religieux. De même, de nombreuses sépultures, sarcophages et coffrages en ardoise, ont également été mises au jour et attribuées à l'époque mérovingienne.

Crypte
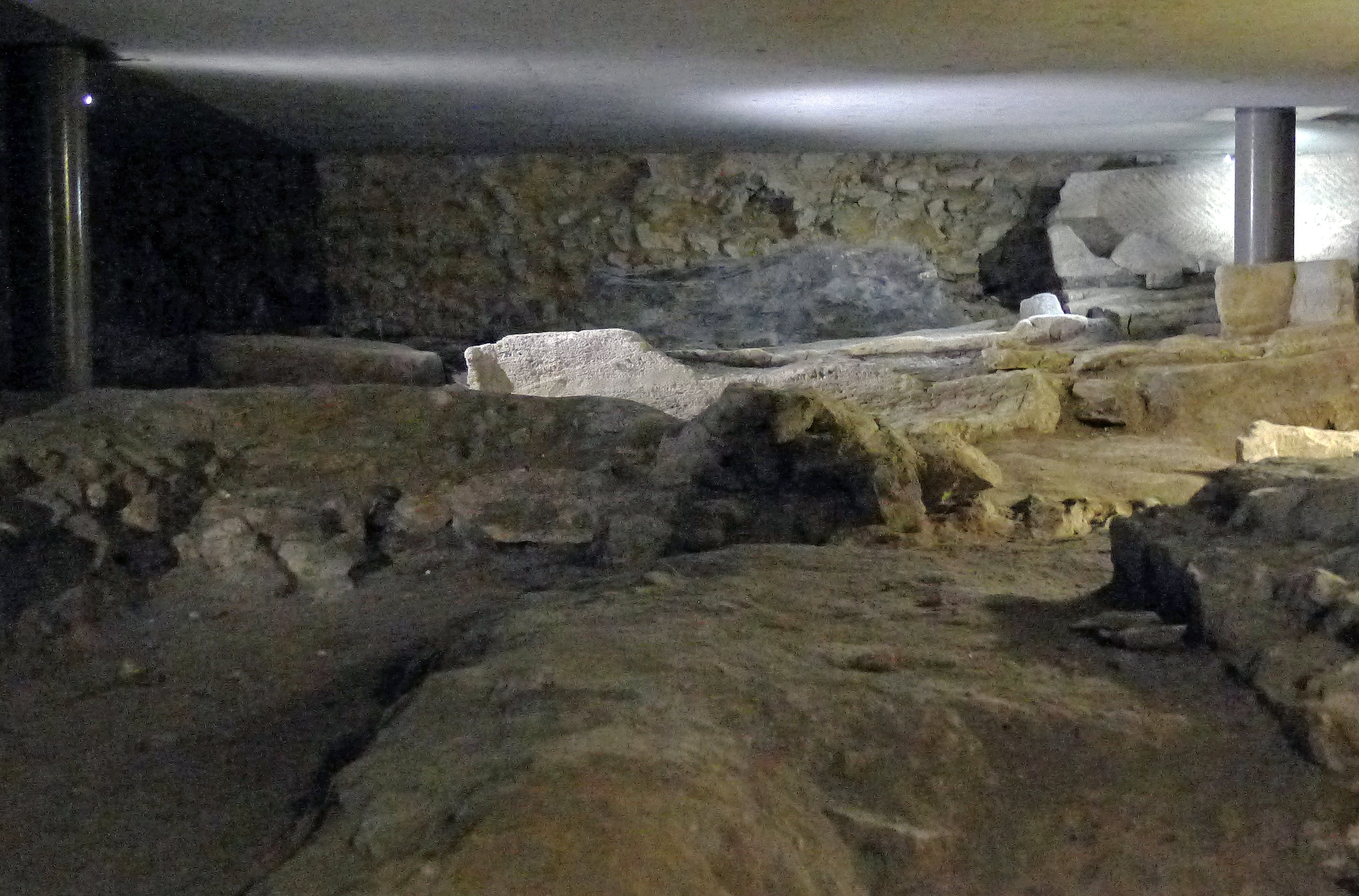
Vestiges de fondations.
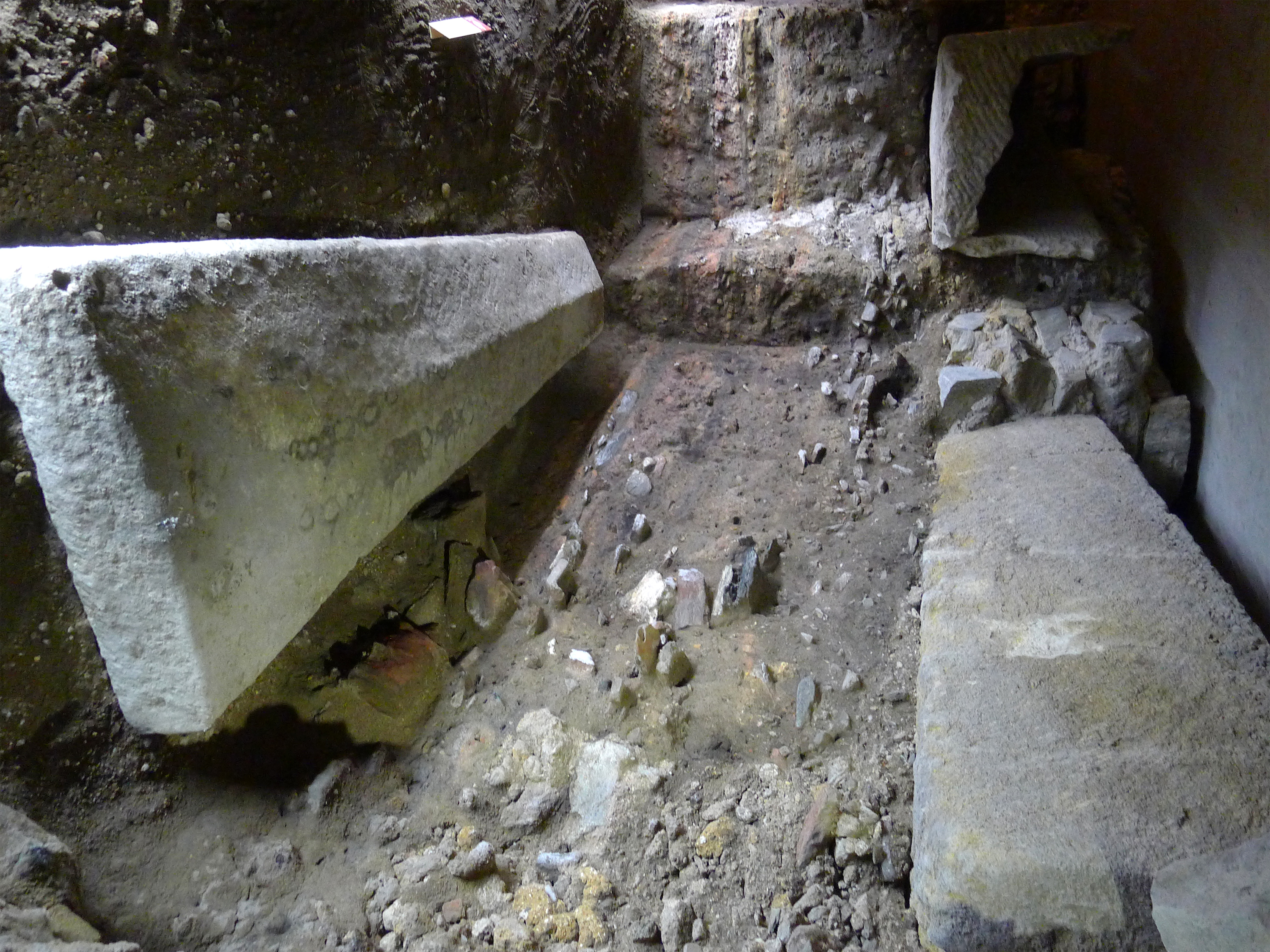
Sépultures et sarcophages.

## LesXeetXIesiècles
L'église est à nouveau reconstruite au Xe siècle, avec pour particularité de présenter quatre grands arcs alternant pierres de tuffeau et briques pour encadrer la croisée du transept.
Au siècle suivant, c'est le comte d'Anjou Foulques Nerra qui marqua l'édifice de son empreinte. Avec son épouse Hildegarde, ils instituèrent à Saint-Martin 13 chanoines pour la desservir, faisant de l'église une collégiale. De plus, le comte passa commande de travaux, notamment au niveau de la croisée du transept où fut installée une coupole, toujours visible.

## La période gothique
Vers le milieu du XIIe siècle, le chœur carolingien de la collégiale est transformé dans le style gothique, puis agrandi lors d'une deuxième campagne de travaux. Une seconde travée et une abside ont permis d'allonger l'édifice dans un style gothique dit angevin ou plantagenêt, qui se caractérise par l'aspect bombé de ses voûtes.
L'ancienne chapelle du Haut Moyen Âge fut ensuite agrandie au début du XIIIe siècle. Appelée « Chapelle des Anges » à cause de son remarquable décor, sa transformation marqua la fin de la reconstruction gothique de l'édifice. Dans la chapelle, subsistent des vestiges d'un riche décor peint originel. On y lisait encore au début du siècle dernier le Massacre des Innocents, ainsi que l'Adoration des Mages ; malheureusement seuls la Vierge et l'Enfant Jésus se discernent encore. La chapelle possède également une riche collection de chapiteaux bien mis en valeur par les éclairages actuels.

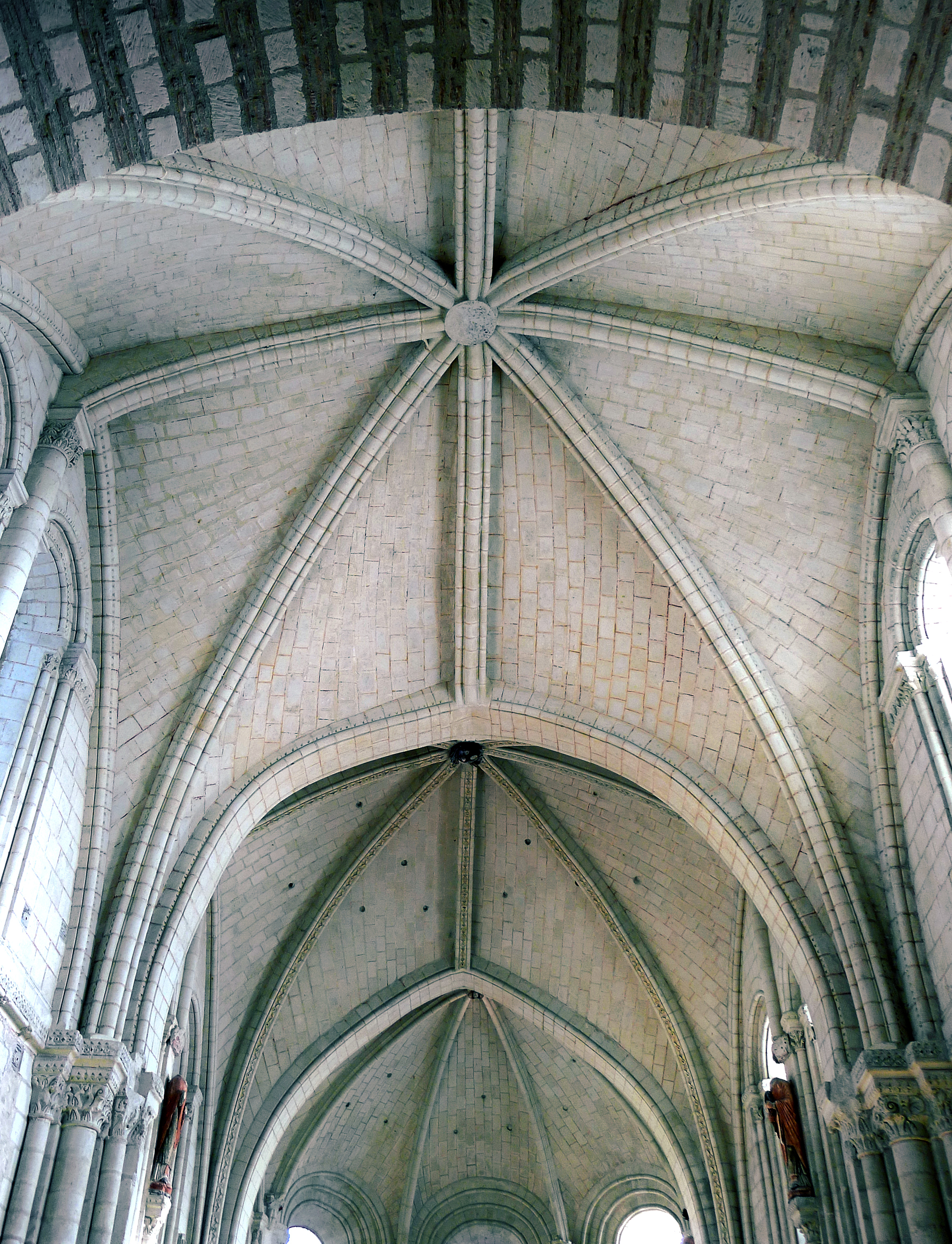
Voûte du chœur en gothique angevin.
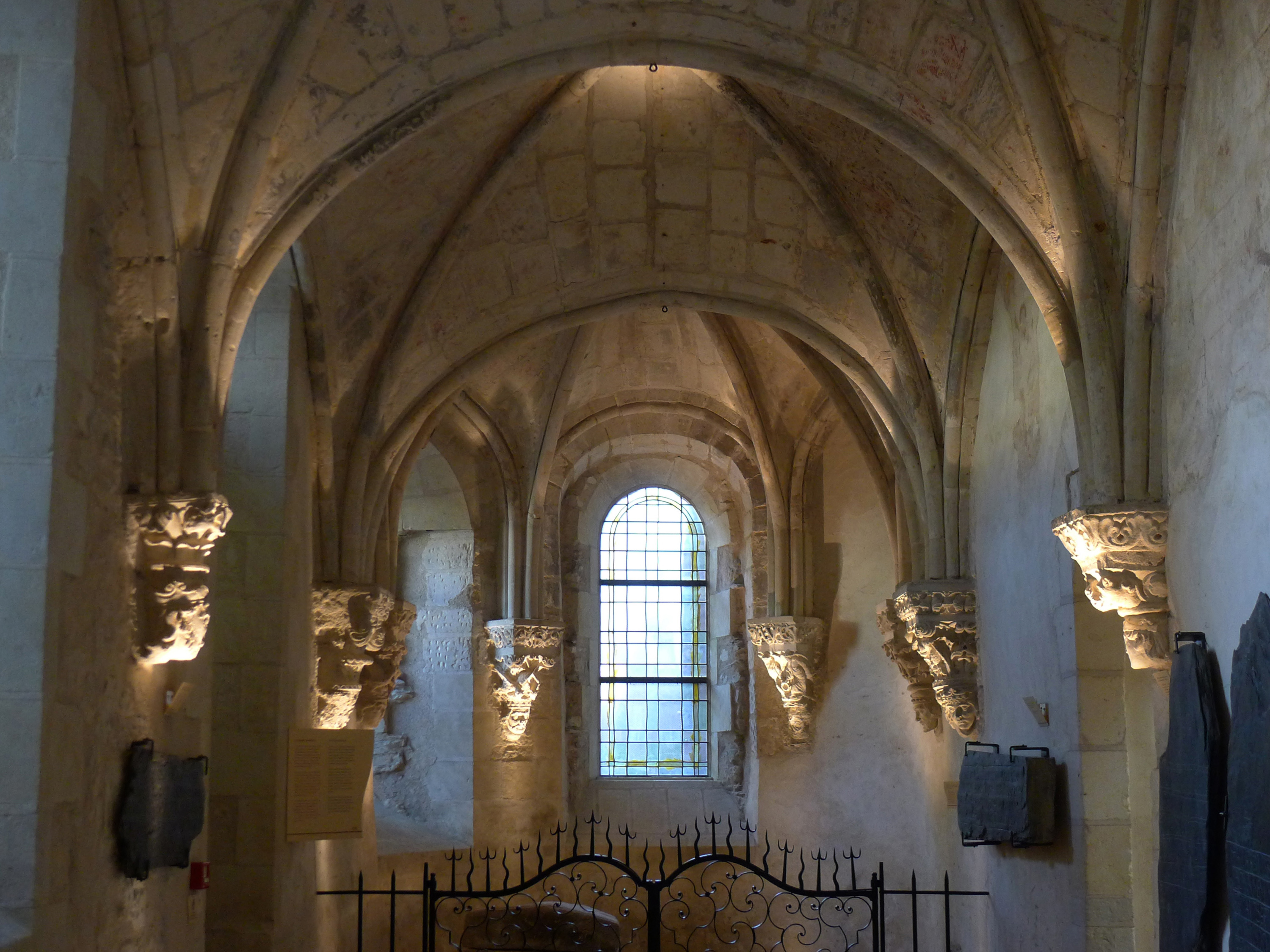
Chapelle.
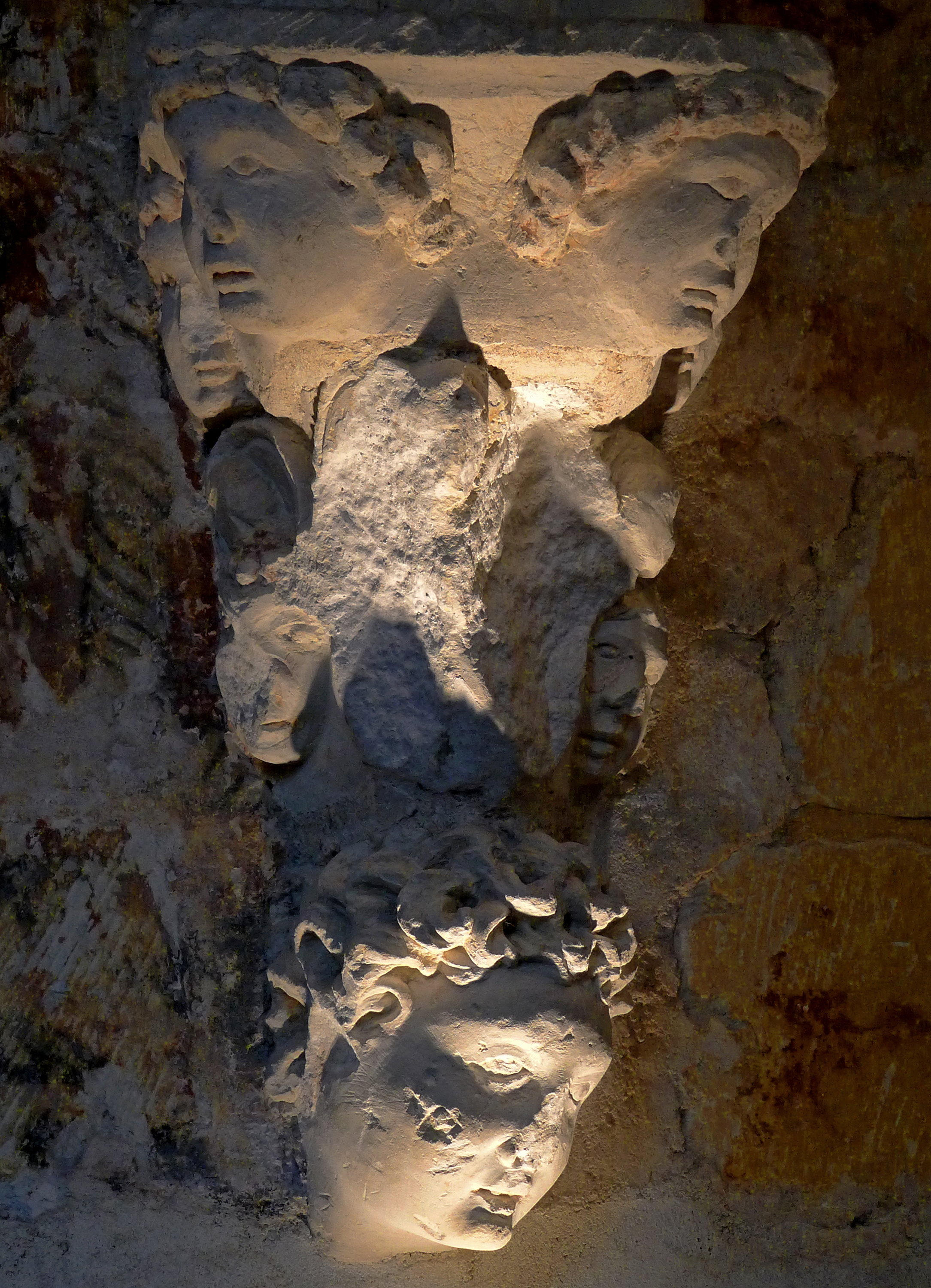
Chapiteau.
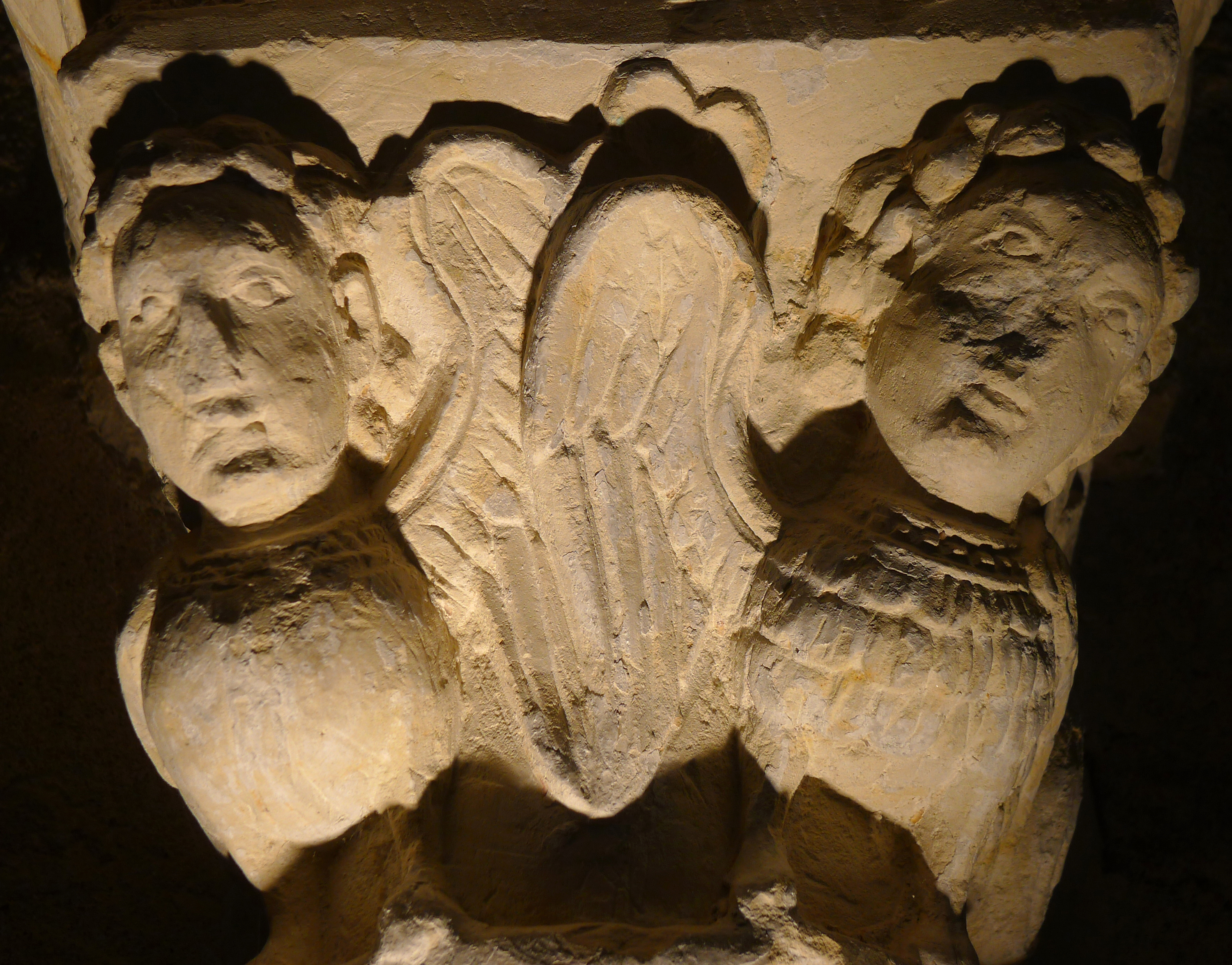
Détail chapiteau.

## Le roi René, «fondeur et patron de l'église»
Dans la seconde moitié du XVe siècle, le roi René, duc d'Anjou, permit l'embellissement de la collégiale en finançant la surélévation des murs du transept et la pose d'une charpente lambrissée sur chaque bras. Il fit apposer ses armes et ses emblèmes sur les lambris, et commanda plus largement une campagne de décoration de l'église, dont les murs furent couverts d'une imitation de pierres de taille, et par endroits de chaufferettes, emblèmes du duc.

## La période contemporaine

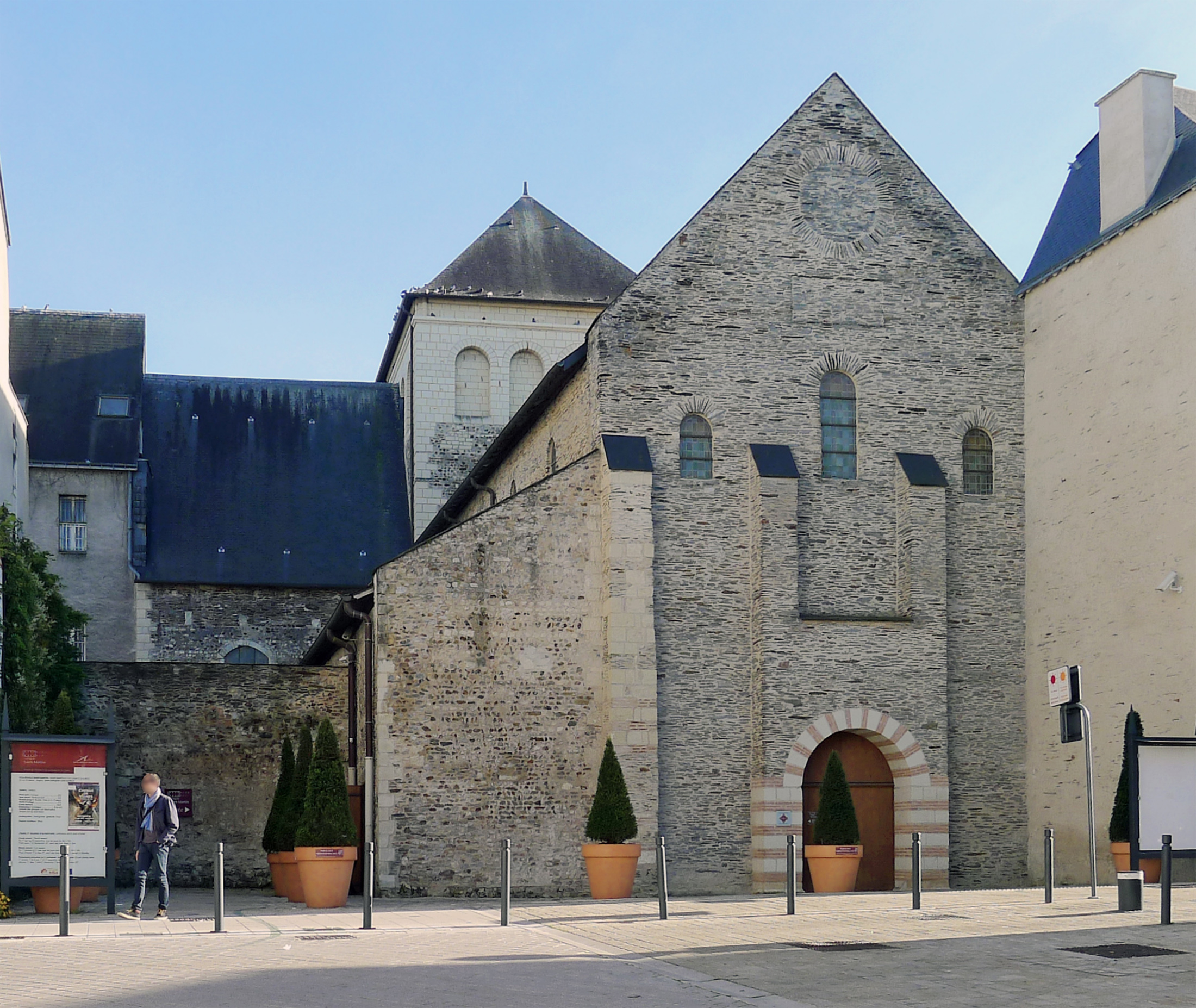
Collégiale Saint-Martin en 2015.

À la suite de la Révolution française, le chapitre de chanoines fut supprimé. Après plusieurs mois d'abandon, l'église servit d'entrepôt à la mairie pour des livres confisqués, avant d'être vendue à des particuliers. L'édifice fut notamment utilisé comme magasin de bois de chauffage puis d'entrepôt pour les industries du tabac. Ce changement d'utilisation fut accompagné d'une détérioration rapide de l'église, qui vit disparaître au XIXe siècle la toiture de la nef, l'étage supérieur du clocher, les restes du cloître et une partie de la façade. Des immeubles ont alors été construits devant l'édifice et dans l'ancienne nef.
La partie orientale, toujours en élévation, a appartenu à l’Externat Saint-Maurille, établissement qui a précédé le lycée Saint-Martin, entre 1902-1903 et 1986. Le chanoine Pinier, supérieur de l’Externat, avait effectué quelques fouilles. L'édifice a été utilisé en tant que salle de réunion, salle de remise des prix, salle de théâtre. Des repas de fête s’y sont également déroulés avant qu’il ne soit réaffecté au culte. En 1986, l’association propriétaire de l’établissement scolaire, dans l’incapacité de financer la remise en état de ce bâtiment, l’a « vendu au département de Maine-et-Loire moyennant le prix de un franc ».
Le département de Maine-et-Loire acquiert la collégiale Saint-Martin en 1986. Elle est désacralisée depuis 2006 et devient un lieu de spectacle et de visite, après vingt ans de travaux de réhabilitation accompagnés d'études archéologiques. Elle propose au public un espace culturel comprenant plusieurs dizaines de statues angevines. L'église fait l’objet d’un classement au titre des monuments historiques depuis le 21 janvier 1928.

Quelques œuvres exposées
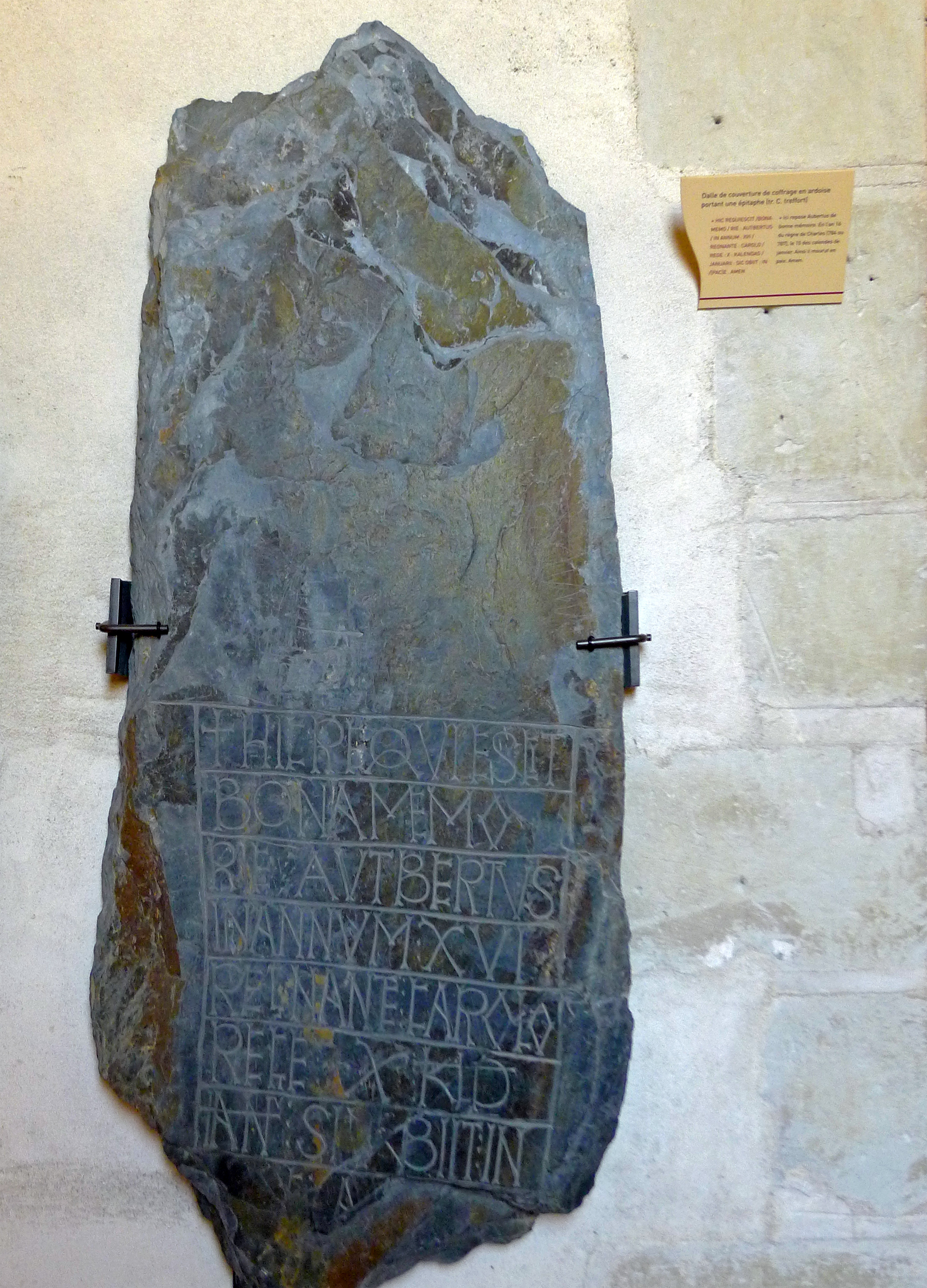
Dalle funéraire carolingienne datée de la fin du VIIIe siècle.
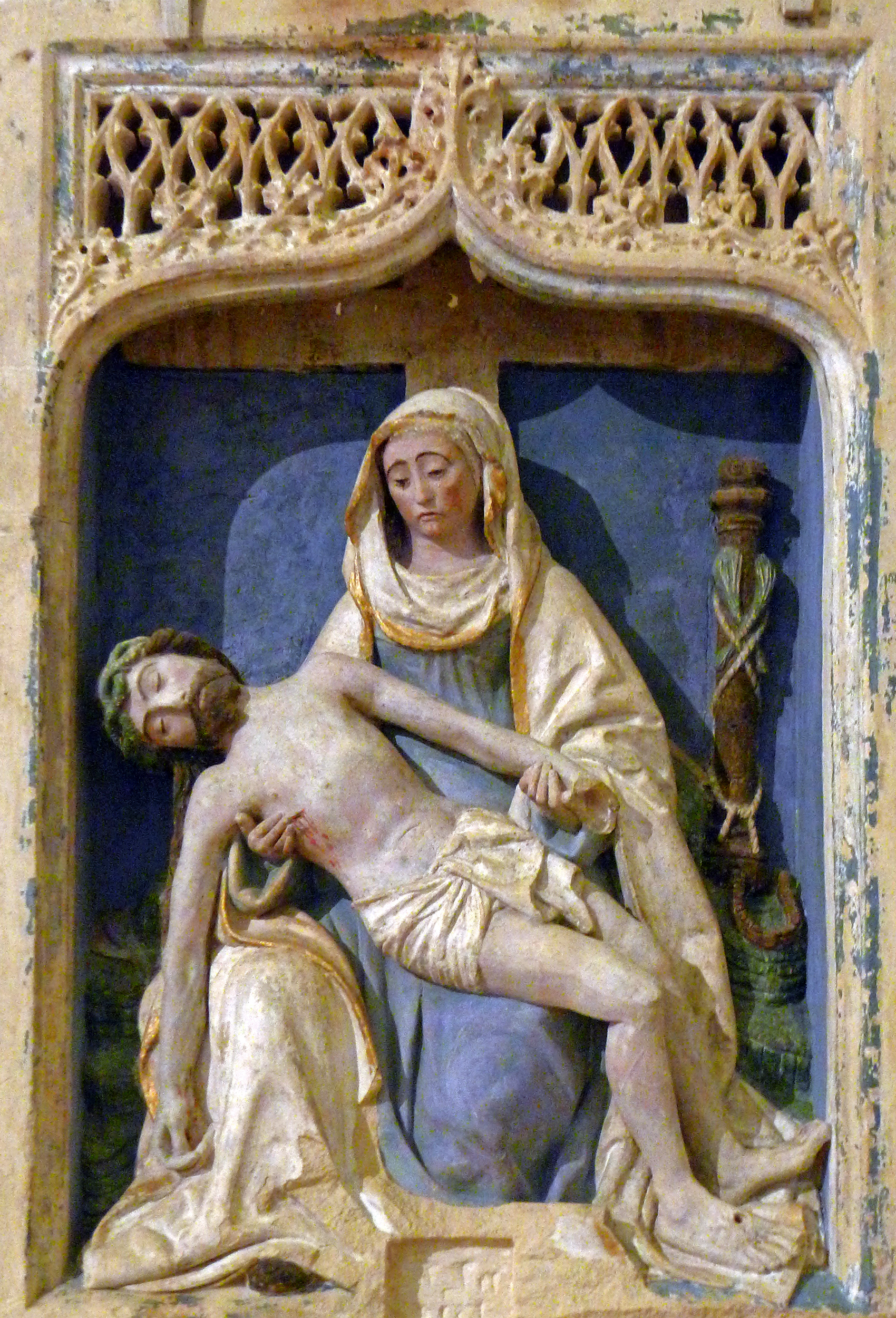
Vierge de pitié en pierre polychrome (fin XVe, début XVIe).
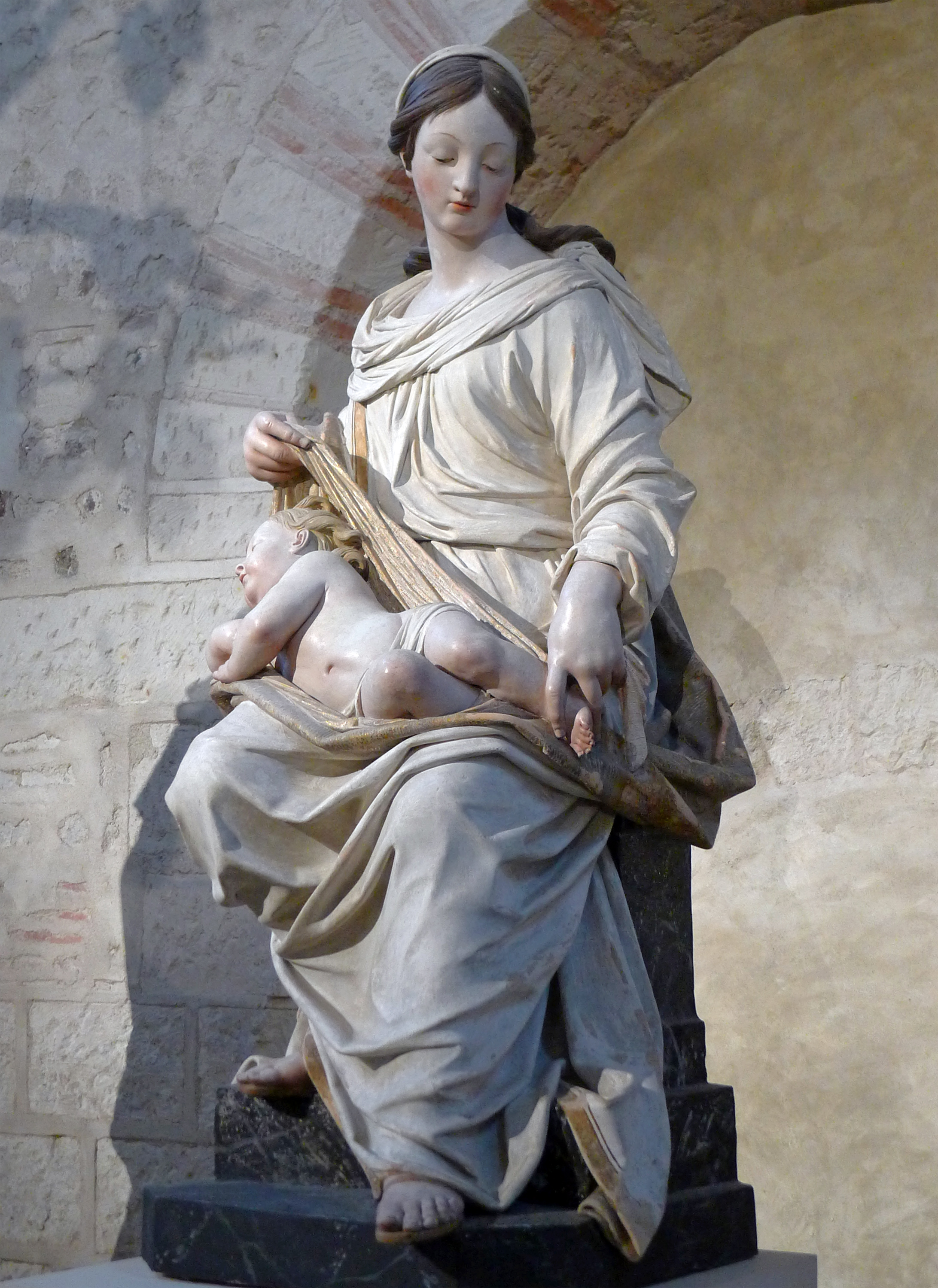
Vierge de Nozé (Pierre Biardeau, vers 1660).
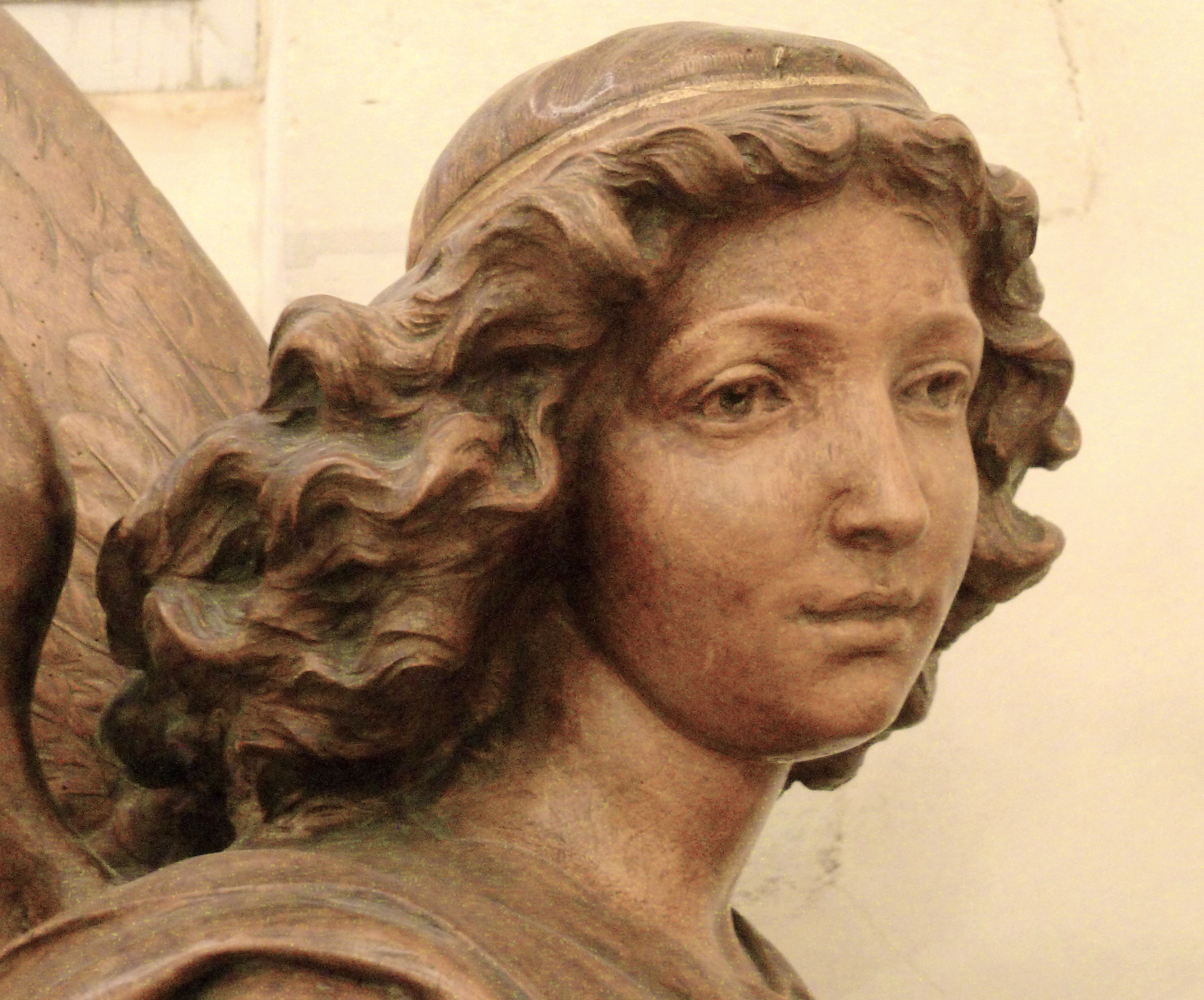
Console aux deux anges, détail (Léon Morice, 1902).
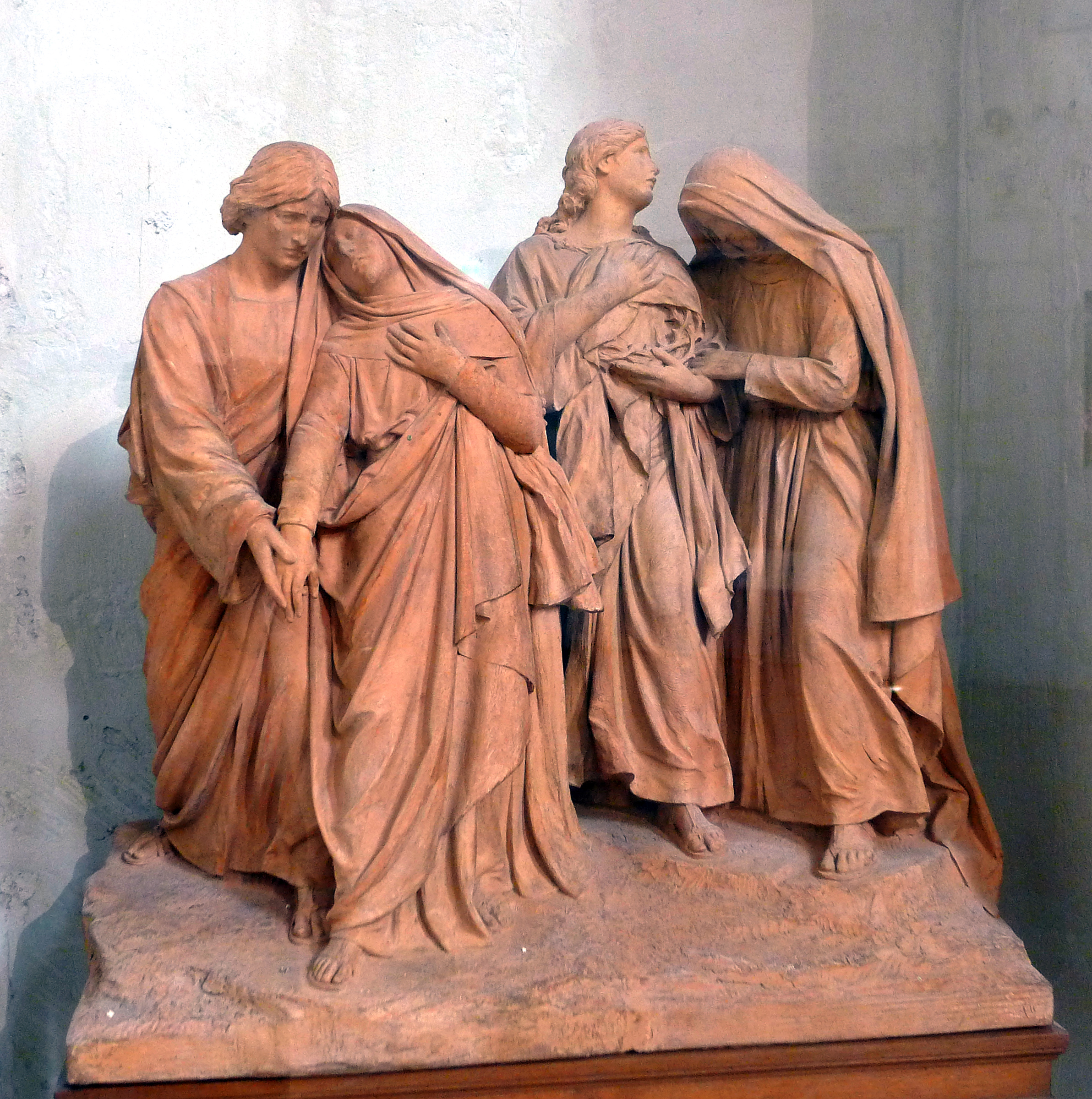
Déploration du Christ, (F.Escudero, 1907).